# Колли, Линда
Дама Линда Колли (англ. Linda Colley; род. 13 сентября 1949, Честер) — британский историк, специалист по британской и глобальной истории начиная от 1700 года. Доктор философии, именной профессор Принстона, где трудится с 2003 года, ранее профессор LSE и Йеля. Член Британской (1999) и Европейской академий, а также Американской академии искусств и наук (2023) и Королевских исторического и литературного обществ. Лауреат премии Вулфсона.
DBE (2022; C.B.E., 2009).

## Биография и творчество
Родилась в Честере и там же провела первые пять лет жизни.
Окончила с отличием Бристольский университет (бакалавр истории, 1972). Степень доктора философии по истории получила в Кембридже, там же получила степень магистра M.A. Первая женщина-феллоу кембриджского колледжа Христа, она перешла в Йельский университет в 1982 году; в последнем прошла путь до Университетского профессора истории. С 1998 года старший именной исследовательский профессор (Senior Leverhulme Research Professorship) в Лондонской школе экономики. С 2003 года именной профессор (Shelby M.C. Davis 1958 Professor) истории кафедры истории Принстона.
В 2008—2009 годах приглашенный куратор выставки Taking Liberties в Британской библиотеке в Лондоне. Удостоилась семи почетных степеней. Публиковалась в Guardian, The London Review of Books, The New York Review of Books.
Первая книга — In Defiance of Oligarchy: The Tory Party 1714—1760 (Cambridge University Press, 1982). 
Britons: Forging the Nation 1707—1837 (1992; Yale University Press) удостоилась Wolfson History Prize и выдержала пять изданий. Колин Кидд указывал оную самой влиятельной в своей области, «влияние которой ощущалось на Даунинг-стрит». 
Её книга The Ordeal of Elizabeth Marsh: A Woman in World History (Pantheon, 2007) называлась одной из лучших 2007 года по версии New York Times. 
Последняя книга — The Gun, the Ship, and the Pen: Warfare, Constitutions, and the Making of the Modern World (Liveright, 2021; W. W. Norton & Company, 2021) — прослеживает глобальную историю писаных конституций с 1750-х годов до двадцатого века. Др. книги:
- Namier (1988)
- Captives: Britain, Empire and the World, 1600—1850 (2002; Anchor, 2004)[15]
- Acts of Union and Disunion (2014)[16] {Рец. Колина Кидда}

Супруга Дэвида Кеннедайна, также британского историка и профессора Принстона.